# 建築垃圾

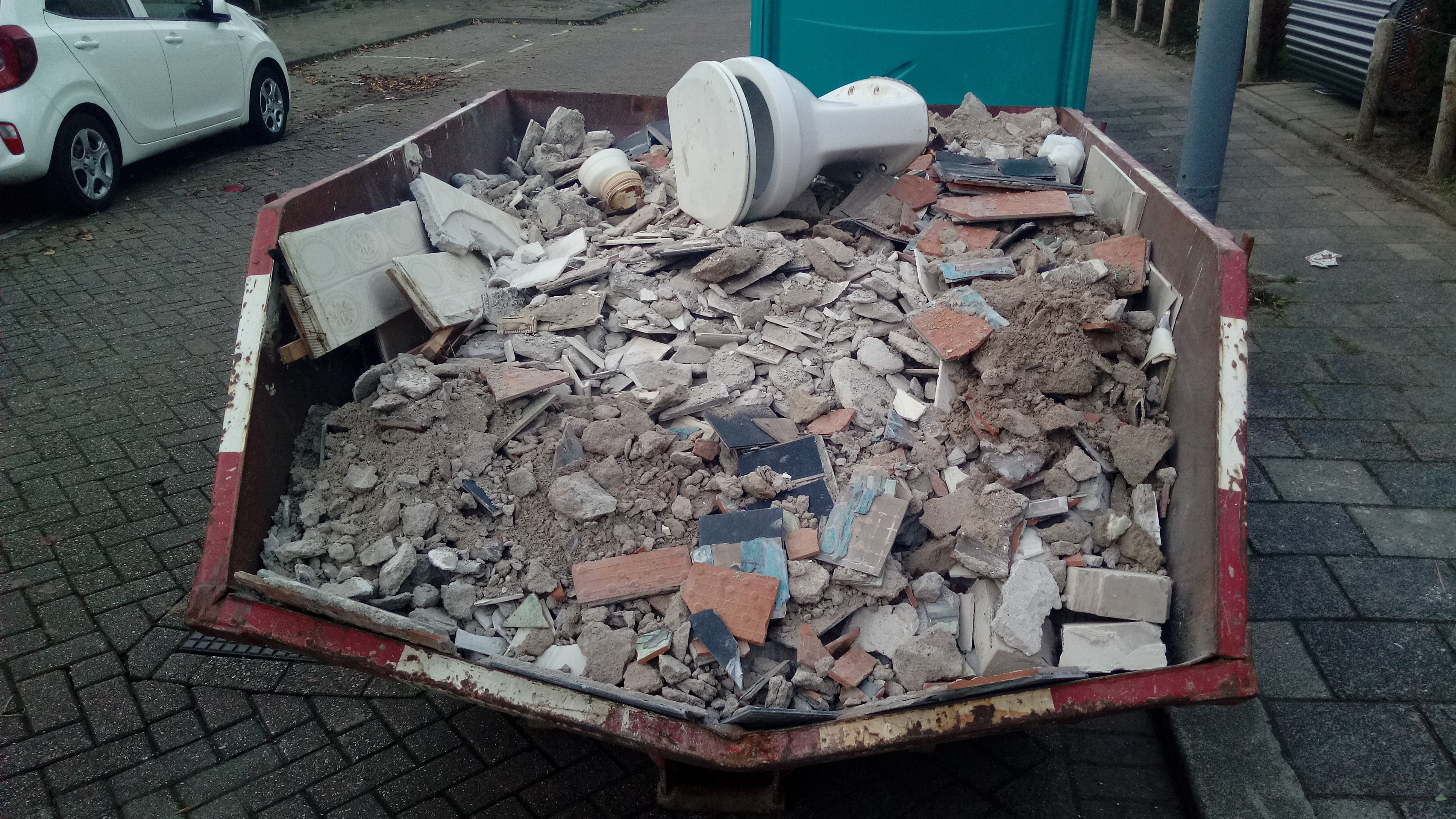
建築垃圾

建筑垃圾，又稱建築廢物或建築廢料，是指施工、翻新、拆卸、裝修等过程中产生的任何类型的碎屑和垃圾。建筑垃圾的某些成分，如石膏板則不應該填埋，因為石膏板在垃圾填埋场中分解後會释放出有毒气体硫化氢。许多建筑垃圾是由在施工过程中损坏或未使用的砖块、混凝土和木材等材料组成。攝入建築廢物對人體有害。回收再造建築廢物亦可致二次污染，危及健康。

## 定義
在香港，建築廢物指任何建築工程產生而最終被丟棄的物料。包括：「工地平整、掘土、樓宇建築、裝修、翻新、拆卸及道路等工程所產生的剩餘物料」，並可以惰性及非惰性劃分。惰性建築廢物又稱公眾填料，主要包括建築碎料、瓦礫、泥土、瀝青及混凝土；非惰性建築廢物主要包括竹類、木類、植物、包裝廢物及其他有機材料。

## 成分
建築廢料的成分複雜，可包括微塑膠、PFAS（全氟和多氟烷基物質）、二氧化鈦、染料以及源自建築物中使用的樹脂和磚石飾面之各種化學物質和毒素，例如油漆、染色劑、灰泥、水泥漿、黏合劑和修補劑等，以及金屬、玻璃、硬質塑料、鉛和石棉等等，如人體攝入後有機會引致癌症及其他疾病。

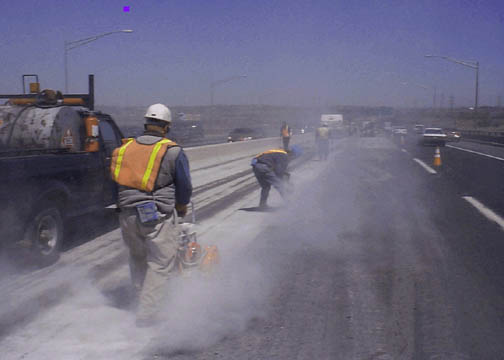
道路工程可於短時間內產生大量建築粉塵。

## 循環再造
近年循環再造的概念相當盛行。不過，欠缺監管或周詳考慮的建築廢物循環再造可致嚴重污染（或二次污染）並危及健康。
曾有澳洲媒體報導，很大部分新南威爾士的回收再造仿沙泥成品中含有可致癌的石棉，但礙於業界壓力，相關監管整整十年都未有加强。
根據香港路政署資料，香港自2004年開始已硬性強制規定在混凝土鋪路磚中加入來自建造或拆卸工程所產生的碎石屎或碎石的循環再造集料，2010年起，道路維修工程合約中使用的環保地磚更必須加入循環再造之碎玻璃，署方並將測試提升循環再造碎玻璃的含量至百分之三十至三十五。

## 另見
- 氡氣
- 爐渣水泥
- 重金屬
- 揮發性有機化合物
- 塵 | 懸浮粒子
- 重型機械 | 動力工具
- 世貿中心肺